# Vojo Dimitrijević
Vojo Dimitrijević (ur. 20 maja 1910 w Sarajewie, zm. 12 sierpnia 1980 tamże) – malarz bośniacki i jugosłowiański.

## Życiorys
Malował już w okresie gimnazjalnym. Pierwsza wystawa prac Dimitrijevicia została otwarta w 1933 w Belgradzie. W 1936 ukończył naukę w Państwowej Szkole Sztuk Pięknych w Belgradzie, a następnie wyjechał do Paryża, gdzie pracował w atelier André Lhote'a. W 1939 należał do grupy założycieli ośrodka Collegium Artisticum w Sarajewie (wspólnie z Oskarem Danone, Aną Reis i Jahielem Fincim). Dimitrijević był także współtwórcą Szkoły Sztuk Pięknych w Sarajewie, pełniąc w niej rolę dyrektora i wykładowcy. Po zakończeniu wojny wykonał model stóp Gavrilo Principa, który został wykuty w betonie i stanowi do dziś jeden z symboli Sarajewa.

## Twórczość
Pierwsze obrazy Dimitrijevicia przedstawiały sceny z życia społecznego, z czasem poświęcił się malowaniu geometrycznych abstrakcji. Jego twórczość wiążę się ze środowiskiem artystów awangardowych działających w Sarajewie. W latach 50. tworzył socrealistyczne dzieła, ilustrujące walki partyzanckie w czasie II wojny światowej. W 2010 Galeria Sztuki Bośni i Hercegowiny zorganizowała wystawę prac artysty, w stulecie jego urodzin.

## Nagrody
W 1956 został uhonorowany za swoją twórczość Nagrodą 6 kwietnia przyznawaną przez władze Sarajewa. W 2023 przed budynkiem Akademii Sztuk Pięknych w Sarajewie odsłonięto popiersie Dimitrijevicia, dłuta Almy Suljević.